# Хлор-36
Хлор-36 — радиоактивный изотоп хлора, наиболее долгоживущий из всех радиоактивных изотопов этого химического элемента с периодом полураспада свыше 300 000 лет, в том время как остальные изотопы имеют период полураспада не более одного часа.
Следовые количества хлора-36 существуют в естественной среде в примерном соотношении (7—10)⋅10−13 к 1 с двумя стабильными изотопами хлора с массами 35 и 37. Хлор-36 образуется в атмосфере путём расщепления аргона-36 после взаимодействия с протонами космического излучения, в верхних слоях литосферы хлор-36 в основном образуется путём активации хлора-35 тепловым нейтроном или расщепления калия-39 и кальция-40.

## Реакции распада
Хлор-36 распадается через бета-минус и бета-плюс распад до аргона-36 и серы-36 в процентном соотношении 98,1 к 1,9.
{\displaystyle \mathrm {^{36}_{17}Cl} \rightarrow \mathrm {^{36}_{18}Ar} +e^{-}+{\bar {\nu }}_{e}} ({\displaystyle \beta ^{-}}-распад)
{\displaystyle \mathrm {^{36}_{17}Cl} \rightarrow \mathrm {~_{16}^{36}S} +e^{+}+{\nu }_{e}} ({\displaystyle \beta ^{+}}-распад)

## Применение
Измерение содержания хлора-36 в перхлорат-ионах позволяет определить их источник происхождения. Также хлор-36 используется в радиоизотопном датировании.